# Liste der Singles in den Billboard-Charts (1942)
Die Liste der Singles in den Billboard-Charts (1942) ist eine vollständige Liste der Chartsongs, die sich im Kalenderjahr 1942 platzieren konnten.
Bei der Aufstellung ist zu beachten, dass sich in den Billboard-Charts A- und B-Seite eines Tonträgers auch einzeln platzieren konnten; in diesem Fall werden sie in dieser Liste entsprechend separat aufgeführt. Die Angaben zur Anzahl der Wochen sowie der Bestplatzierung entsprechen dem Zeitrahmen des jeweiligen Kalenderjahres und bilden somit nur eine Teilstatistik ab. In diesem Jahr platzierten sich insgesamt 88 Songs.
Während die Swing-Bands in den meisten großen Städten in den 1930er und 1940er Jahren zu finden waren, waren die Bands von Glenn Miller, Benny Goodman und Artie Shaw am populärsten und berühmtesten, die nationale Anhänger hatten und große Mengen verkauften. Mit dem Zweiten Weltkrieg wurde dem Big-Band-Swing ein Ende gesetzt, da viele Musiker zu den Streitkräften eingezogen wurden und die Reisebeschränkungen es für Bands schwierig machten, auf Tour zu gehen. Ab Mitte des Jahres 1942 sah sich die amerikanische Musikindustrie zudem mit den Auswirkungen des Recording ban konfrontiert, was sie zunächst mit dem Rückgriff auf zurückliegende Aufnahmen kompensierte.

## Statistik
| Label    | Anzahl Titel | Interpreten |
| -------- | ------------ | --- |
| Bluebird | 19           | Tex Beneke, Rose Blane, Ernie Caceres, Ray Eberle, Jack Fina, The Four King Sisters, Carl Grayson, Skeets Herfurt, Marion Hutton, Spike Jones, Yvonne King, Abe Lyman, Freddy Martin, Glenn Miller, The Modernaires, Alvino Rey, Clyde Rogers, Bill Schallen, Dinah Shore, Willie Spicer                              |
| Capitol  | 3            | Johnny Mercer, Ella Mae Morse, Freddie Slack |
| Columbia | 25           | Harry Babbitt, Larry Cotton, Julie Conway, Helen Forrest, Benny Goodman, Dick Haymes, Horace Heidt, Harry James, Kay Kyser, Fred Lowery, Sully Mason, Jack Miller, Jimmy Saunders, Kate Smith, Charlie Spivak, Garry Stevens                                                                                          |
| Decca    | 20           | The Andrews Sisters, The Casa Loma Orchestra. Bing Crosby, Jimmy Dorsey, Bob Eberly, The Ken Darby Singers, Kenny Gardner, Glen Gray, Woody Herman, Pee Wee Hunt, Guy Lombardo, Jimmie Lunceford, Tony Martin, The Merry Macs, Russ Morgan, Helen O’Connell, David Rose, Vic Schoen, Harry Sosnik, John Scott Trotter |
| Okeh     | 5            | Cab Calloway, Benny Goodman, Dick Jurgens, Peggy Lee, The Palmer Brothers, Charlie Spivak, The Stardusters, Garry Stevens |
| Victor   | 16           | Tex Beneke, Don Cornell, Tommy Dorsey, Ray Eberle, Marion Hutton Sammy Kaye, Glenn Miller, The Modernaires, Vaughn Monroe, Skip Nelson, The Pied Pipers, Artie Shaw, Dinah Shore, Frank Sinatra |

## Ersteinstiege
27.12.-02.01.

5 Glenn Miller & his Orchestra, Vocal Refrain by Tex Beneke, Ernie Caceres & the Modernaires – Jingle Bells

03.01.-09.01.

9 Charlie Spivak & his Orchestra, Vocal Chorus by Garry Stevens & the Stardusters – This Is No Laughing Matter

10 Glenn Miller & his Orchestra, Vocal Refrain by Ray Eberle – (Thereʼll be Blue Birds Over) the White Cliffs of Dover

10.01.-16.01.

7 Woody Herman & his Orchestra – Blues in the Night (My Mama Done Tol' Me) (From Warner Bros.-Picture Blues in the Night)

9 Glenn Miller & his Orchestra – A String of Pearls

10 Kay Kyser & his Orchestra, Vocal Chorus by Harry Babbitt & Glee Club – (Thereʼll be Blue Birds Over) the White Cliffs of Dover

17.01.-23.01.

8 Freddy Martin & his Orchestra with Jack Fina at the Piano, Vocal Refrain by Clyde Rogers – Tonight We Love (Based on Tschaikowskyʼs Concerto in B-Flat Minor)

10 Alvino Rey & his Orchestra, Vocal Refrain by Yvonne King – I Said No! (From the Paramount-Film Sweater Girl)

24.01.-30.01.

9 Glenn Miller & his Orchestra, Vocal Refrain by Ray Eberle & Choir – Evʼrything I Love (From the Musical Production Letʼs Face It)

31.01.-06.02.

7 Sammy Kaye & his Orchestra – Remember Pearl Harbor

10 Jimmy Dorsey & his Orchestra, Vocal Chorus by Bob Eberly & Helen OʼConnell – I Said No (From Paramount Picture Sweater Girl)

07.02.-13.02.

6 Jimmie Lunceford & his Orchestra with Vocal Ensemble – Blues in the Night (My Mama Done Tolʼ Me) (From Warner Bros.-Picture Blues in the Night)

14.02.-20.02.

10 Alvino Rey & his Orchestra, Vocal Refrain by Bill Schallen & Skeets Herfurt – Deep in the Heart of Texas

21.02.-27.02.

5 Glenn Miller & his Orchestra, Vocal Refrain by Ray Eberle & the Modernaires – Moonlight Cocktail

8 Dinah Shore with Orchestra – Blues in the Night (From the Warner Bros.-Film Blues in the Night)

9 Kate Smith with Jack Miller & his Orchestra – (Thereʼll be Blue Birds Over) the White Cliffs of Dover

28.02.-06.03.

8 Kate Smith with Jack Miller & his Orchestra – Rose OʼDay (The Filla-Ga-Dusha Song)

10 Harry James & his Orchestra, Vocal Chorus by Helen Forrest – I Donʼt Want to Talk Without You (From Sweater Girl)

07.03.-13.03.

3 Bing Crosby with Woody Herman & his Woodchoppers – Deep in the Heart of Texas

14.03.-20.03.

8 Cab Calloway & his Orchestra, Vocal Chorus by Cab Calloway & the Palmer Brothers – Blues in the Night (My Mama Done Tolʼ Me) (From Blues in the Night)

9 Horace Heidt & his Musical Knights – Deep in the Heart of Texas

21.03.-27.03.

8 Kay Kyser & his Orchestra, Vocal Chorus by Sully Mason with Trudy, Jack & Max – A Zoot Suit (For My Sunday Gal)

10 Dinah Shore with Orchestra – Miss You

28.03.-03.04.

6 Benny Goodman & his Orchestra, Vocal Chorus by Peggy Lee – Somebody Else Is Taking My Place

04.04.-10.04.

7 Benny Goodman & his Orchestra – Jersey Bounce

9 Bing Crosby with John Scott Trotter & his Orchestra – I Donʼt Want to Walk Without You (From Paramount-Picture Sweater Girl)

10 Russ Morgan & his Orchestra, Vocal Chorus by the Morganaires – Somebody Else Is Taking My Place

18.04.-24.04.

7 Jimmy Dorsey & his Orchestra, Vocal Chorus by Bob Eberly & Helen OʼConnell – Tangerine (From Paramount-Picture The Fleetʼs In)

8 Kay Kyser & his Orchestra, Vocal Chorus by Harry & Trudy – Who Wouldnʼt Love You

25.04.-01.05.

9 Jimmy Dorsey & his Orchestra, Vocal Chorus by Bob Eberly – I Remember You (From Paramount-Picture The Fleetʼs In)

10 Harry James & his Orchestra – Sleepy Lagoon

02.05.-08.05.

8 Glenn Miller & his Orchestra, Vocal Refrain by Marion Hutton, Tex Beneke & the Modernaires – Donʼt Sit Under the Apple Tree (with Anyone Else but Me)

10 Glenn Miller & his Orchestra, Vocal Refrain by Ray Eberle – Skylark

23.05.-29.05.

10 Glenn Miller & his Orchestra, Vocal Refrain by Ray Eberle – Always in My Heart

06.06.-12.06.

7 Harry James & his Orchestra, Vocal Chorus by Jimmy Saunders – One Dozen Roses

9 Bing Crosby with John Scott Trotter & his Orchestra – Miss You

13.06.-19.06.

8 Glen Gray & the Casa Loma Orchestra, Vocal Chorus by Pee Wee Hunt – One Dozen Roses

9 Jimmy Dorsey & his Orchestra – Jersey Bounce

20.06.-26.06.

8 Kay Kyser & his Orchestra, Vocal Chorus by Glee Club – Johnny Doughboy Found a Rose in Ireland

9 Dinah Shore with Orchestra – One Dozen Roses

27.06.-03.07.

9 Guy Lombardo & his Royal Canadians, Vocal Chorus by Kenny Gardner – Johnny Doughboy Found a Rose in Ireland

04.07.-10.07.

4 Kay Kyser & his Orchestra, Vocal Chorus by Harry Babbitt, Julie Conway & the Group – Jingle, Jangle, Jingle (From Forest Rangers)

9 The Merry Macs with Instrumental Accompaniment – Jingle, Jangle, Jingle (From Paramount-Picture Forest Rangers)

01.08.-07.08.

7 Glenn Miller & his Orchestra, Vocal Refrain by Marion Hutton, Tex Beneke & the Modernaires – (Iʼve Got a Gal in) Kalamazoo (From the 20th Century-Fox-Film Orchestra Wives)

10 Glenn Miller & his Orchestra, Vocal Refrain by Ray Eberle & the Modernaires – Sweet Eloise

08.08.-14.08.

7 Kay Kyser & his Orchestra, Vocal Chorus by Harry Babbitt – He Wears a Pair of Silver Wings (From George Blackʼs Black Vanities)

8 Harry James & his Orchestra – Strictly Instrumental

22.08.-28.08.

9 Freddie Slack & his Orchestra, Vocal by Ella Mae Morse – Cow-Cow Boogie

10 Benny Goodman & his Orchestra, Vocal Chorus by Dick Haymes – Take Me

29.08.-04.09.

6 Benny Goodman & his Orchestra, Vocal Chorus by Dick Haymes – Idaho

10 Jimmy Dorsey & his Orchestra, Vocal Chorus by Bob Eberly – My Devotion

05.09.-11.09.

6 Abe Lyman & his Californians, Vocal Refrain by Rose Blane & Chorus – Amen (From the Universal-Film Whatʼs Cookin'?)

7 Johnny Mercer with Orchestra – Strip Polka

8 Swing And Sway with Sammy Kaye, Vocal Refrain by Don Cornell – I Left My Heart at The Stage Door Canteen (From the All Soldier Production This Is the Army)

9 Woody Herman & his Orchestra – Amen (From Universal-Picture Whatʼs Cookinʼ?)

10 Vaughn Monroe & his Orchestra – My Devotion

12.09.-18.09.

4 Charlie Spivak & his Orchestra, Vocal Chorus by Garry Stevens – My Devotion

19.09.-25.09.

8 Glenn Miller & his Orchestra, Vocal Refrain by Ray Eberle & the Modernaires – Serenade in Blue (From the 20th Century-Fox-Film Orchestra Wives)

10 Charlie Spivak & his Orchestra, Vocal Chorus by Garry Stevens – I Left My Heart at the Stage Door Canteen (From This Is the Army)

26.09.-02.10.

5 Tommy Dorsey & his Orchestra, Vocal Refrain by Frank Sinatra – Take Me

10 Alvino Rey & his Orchestra, Vocal Refrain by the Four King Sisters (the King Sisters) & Chorus – Strip Polka

03.10.-09.10.

9 Harry James & his Orchestra, Vocal Chorus by Helen Forrest – Heʼs My Guy

10 Kay Kyser & his Orchestra, Vocal Chorus by Jack Martin & the Glee Club – Strip Polka

10.10.-16.10.

9 Bing Crosby with Ken Darby Singers & John Scott Trotter & his Orchestra – White Christmas (From Paramount-Picture Holiday Inn)

17.10.-23.10.

4 Kay Kyser & his Orchestra, Vocal Chorus by Glee Club – Praise the Lord and Pass the Ammunition!

24.10.-30.10.

6 Spike Jones & his City Slickers, Vocal Refrain by Carl Grayson, Willie Spicer at the Birdaphone – Der Fuehrerʼs Face (From the Walt Disney-Film Der Fuehrerʼs Face)

31.10.-06.11.

7 The Andrews Sisters with Vic Schoen & his Orchestra – Strip Polka

10 Vaughn Monroe & his Orchestra – When the Lights Go on Again (All Over the World)

07.11.-13.11.

10 Tommy Dorsey & his Orchestra, Vocal Refrain by Frank Sinatra & the Pied Pipers – Daybreak (Based on Theme of Mardi Gras from Mississippi Suite)

14.11.-20.11.

6 Tommy Dorsey & his Orchestra, Vocal Refrain by Frank Sinatra & The Pied Pipers – There Are Such Things

9 The Merry Macs with Instrumental Accompaniment – Praise the Lord and Pass The Ammunition!

28.11.-04.12.

9 Harry James & his Orchestra, Vocal Chorus by Helen Forrest – Mister Five by Five (From Behind the Eight Ball)

10 Harry James & his Orchestra, Vocal Chorus by Helen Forrest – Manhattan Serenade

05.12.-11.12.

9 Harry James & his Orchestra, Vocal Chorus by Helen Forrest – I Had the Craziest Dream (From Springtime in the Rockies)

12.12.-18.12.

9 Glenn Miller & his Orchestra, Vocal Refrain by Marion Hutton, Tex Beneke & the Modernaires – Juke Box Saturday Night (From the Musical Production Stars on Ice)

10 Freddie Slack & his Orchestra, Vocal by Ella Mae Morse – Mr. Five by Five (From Universal-Film From the Eight Ball)

19.12.-25.12.

6 Glenn Miller & his Orchestra, Vocal Refrain by Skip Nelson – Dearly Beloved (From the Columbia-Film You Were Never Lovelier)

10 Glenn Miller & his Orchestra, Vocal Refrain by Skip Nelson & the Modernaires – Moonlight Becomes You (From the Paramount-Film Road to Morocco)

## Tabelle
| Interpret                                                                                       | Titel Autor(en) | Charteinstieg | Wochen | HP | Labelnummer       | Bemerkungen |
| ----------------------------------------------------------------------------------------------- | --- | ------------- | ------ | -- | ----------------- | --- |
| The Andrews Sisters with Vic Schoen & his Orchestra                                             | Strip Polka Johnny Mercer                                                                                              | 31.10.1942    | 4      | 6  | Decca 18 470      | Strip Polka war eine alberne Noveltynummer von Johnny Mercer, die in den 1940er Jahren ein Favorit in den Jukeboxen war. Der Song war einer der großen Hits der Andrews Sisters dieser Zeit. Mercers Songtext über eine Stripperin namens Queenie, die in einem Burlesque-Saal getanzt hat, wirkt heute eher mild. |
| Cab Calloway & his Orchestra, Vocal Chorus by Cab Calloway & the Palmer Brothers                | Blues in the Night (My Mama Done Tol' Me) (From "Blues in the Night") Johnny Mercer, Harold Arlen                      | 14.03.1942    | 1      | 8  | Okeh 6422         | Cab Calloways Version des Titels war die dritte Chart-Notierung des Songs aus dem gleichnamigen Musical von 1941. Es folgte hierauf die Version von Jimmie Lunceford. Calloway selbst konnte erst wieder im März 1943 einen Hit verbuchen, Ogechee River Lullaby. |
| Bing Crosby with Harry Sosnik & his Orchestra                                                   | Shepherd Serenade Fred Spielman, Kermit Goell                                                                          | 27.12.1941    | 4      | 5  | Decca 4065        | Shepherd Serenade war ein Titel des österreichischen Emigranten Fred Spielman. Auch Frank Sinatra (One Finger Melody) und Nat King Cole (If Love Is Good to Me) interpretierten seine Lieder. |
| Bing Crosby with John Scott Trotter & his Orchestra                                             | I Don't Want to Walk Without You (From Paramount-Picture "Sweater Girl") Jule Styne, Frank Loesser                     | 04.04.1942    | 1      | 9  | Decca 4184        | Version des Stückes aus der Paramount-Produktion Sweater Girl. Auch Helen Forrest, Harry James, Erskine Hawkins, Glenn Miller, Artie Shaw und Dinah Shore interpretierten diesen Titel. |
| Bing Crosby with John Scott Trotter & his Orchestra                                             | Miss You Henry Tobias, Charlie Tobias, Harry Tobias                                                                    | 06.06.1942    | 1      | 9  | Decca 4183        | Miss You war die B-Seite von Bing Crosbys Platte Blues in the Night (My Mama Done Tol’ Me), ein 1942 populärer Song des Songwriter-Duos Harold Arlen & Johnny Mercer. |
| Bing Crosby with Ken Darby Singers & John Scott Trotter & his Orchestra                         | White Christmas (From Paramount-Picture "Holiday Inn") Irving Berlin                                                   | 10.10.1942    | 11     | 1  | Decca 18 429      | Version des Stückes aus der Paramount-Produktion Musik, Musik |
| Bing Crosby with Woody Herman & his Woodchoppers                                                | Deep in the Heart of Texas Don Swander, June Hershey                                                                   | 07.03.1942    | 6      | 3  | Decca 4162        | Deep in the Heart of Texas war 1942 ein beliebter Titel auch bei Swingmusikern, u. a. in Versionen von Lucky Millinder, Alvino Rey, Kay Kyser und Glenn Miller. Crosby, der von Woody Herman and His Orchestra begleitet wurde, übernahm im Arrangement die Jazzausrichtung. |
| Jimmy Dorsey & his Orchestra                                                                    | Jersey Bounce Bobby Plater, Tiny Bradshaw, Eddie Johnson, Robert B. Wright                                             | 13.06.1942    | 1      | 9  | Decca 4288        | Nach Benny Goodmans Chart-Notierung war es die zweite und letzte Hit-Platzierung des Titels. Aufnahmen der Jazznummer liegen auch von Jimmy Dorsey, Earl Hines, Les Hite, Red Norvo, Louis Prima, Bob Crosby und Jan Savitt vor. |
| Jimmy Dorsey & his Orchestra, Vocal Chorus by Bob Eberly                                        | I Remember You (From Paramount-Picture "The Fleet’s In") Victor Schertzinger, Johnny Mercer                            | 25.04.1942    | 1      | 9  | Decca 4132        | Version des Stückes aus der Paramount-Produktion The Fleet’s In. 1942 schrieben Johnny Mercer und Victor Schertzinger den Song für Schertzingers Film-Musical The Fleet’s In, in dem ihn Dorothy Lamour und Bob Eberle zusammen mit Dorseys Orchester vorstellten. Mit diesem Titel kamen sowohl Dorsey als auch Harry James in die US-Charts. Um 1942 entstanden auch Aufnahmen dieses Titels von Jan Savitt, Charlie Spivak, Les Hite und Bob Crosby.                                                         |
| Jimmy Dorsey & his Orchestra, Vocal Chorus by Bob Eberly                                        | My Devotion Roc Hillman, Johnny Napton                                                                                 | 29.08.1942    | 1      | 10 | Decca 18 372      | In drei Versionen war My Devotion 1942 in den Charts, neben Dorsey auch von Vaughn Monroe und Charlie Spivak. Um 1942 entstanden auch Aufnahmen dieses Titels von Glenn Miller, Louis Jordan, in Europa von Leo Mathisen, Buddy Bertinat und Eddie Brunner. |
| Jimmy Dorsey & his Orchestra, Vocal Chorus by Bob Eberly & Helen O’Connell                      | I Said No (From Paramount-Picture "Sweater Girl") Jule Styne, Frank Loesser                                            | 31.01.1942    | 1      | 10 | Decca 4102        | Version des Stückes aus der Paramount-Produktion Sweater Girl. Betty Jane Rhodes stellte diesen Song erstmals in dem Film-Musical Sweater Girl (1941, Regie William Clemens) vor; daraufhin waren die Orchester von Alvino Rey und Jimmy Dorsey mit dem Song erfolgreich in den Charts. Um 1942 entstanden auch Aufnahmen dieses Titels von Claude Thornhill und Arthur Young. |
| Jimmy Dorsey & his Orchestra, Vocal Chorus by Bob Eberly & Helen O’Connell                      | Tangerine (From Paramount-Picture "The Fleet’s In") Victor Schertzinger, Johnny Mercer                                 | 18.04.1942    | 15     | 1  | Decca 4123        | Aus der Paramount-Produktion The Fleet’s In. Tangerine war Dorsey elfter Nummer-1-Hit, der erstmals in dieser Besetzung (Dorsey, O’Connell, Eberle) in dem Film-Musical The Fleet’s In vorgestellt wurde. Neben Dorsey gelangte auch Vaughn Monroe mit dem Song in die Charts. Der spätere Jazzstandard wurde 1942 auch von Benny Goodman/Art Lund, Hal McIntyre und Harry James den Titel aufgenommen. |
| Tommy Dorsey & his Orchestra, Vocal Refrain by Frank Sinatra                                    | Take Me Mack David, Rube Bloom                                                                                         | 26.09.1942    | 3      | 5  | Victor 27 923     | Take Me war 1942 in zwei Versionen in den US-Charts notiert, neben Tommy Dorsey platzierte sich auch Benny Goodman. 1942 nahm auch Charlie Spivak den Titel auf. |
| Tommy Dorsey & his Orchestra, Vocal Refrain by Frank Sinatra                                    | This Love of Mine (Este amor mio) Frank Sinatra, Hank Sanicola, Sol Parker                                             | 27.12.1941    | 7      | 3  | Victor 27 508     | Zu This Love of Mine schrieb Sinatra den Text zu einem Song, der nur mit dieser Aufnahme in die US-Charts kam. Auch Ella Fitzgerald und Claude Thornhill nahmen ihn auf. Sinatra spielte ihn 1955 für seine LP In the Wee Small Hours erneut ein. |
| Tommy Dorsey & his Orchestra, Vocal Refrain by Frank Sinatra & the Pied Pipers                  | Daybreak (Based on Theme of "Mardi Gras" From Mississippi Suite) Ferde Grofé, Harold Adamson                           | 07.11.1942    | 2      | 10 | Victor 27 974     | B-Seite zu There Are Such Things |
| Tommy Dorsey & his Orchestra, Vocal Refrain by Frank Sinatra & the Pied Pipers                  | Just as Though You Were Here Edgar De Lange, John Benson Brooks                                                        | 25.07.1942    | 9      | 3  | Victor 27 903     | Die Aufnahme Dorseys war die einzige in den US-Charts vermerkte; Auch das Duke Ellington Orchestra, Sam Donahue und Charlie Spivak haben 1942 den Titel gespielt. |
| Tommy Dorsey & his Orchestra, Vocal Refrain by Frank Sinatra & the Pied Pipers                  | There are Such Things Stanley Adams, Abel Baer, George W. Meyer                                                        | 14.11.1942    | 6      | 5  | Victor 27 974     | There Are Such Things war der letzte Titel des Songwriter-Teams Stanley Adams, Abel Bear und George W. Meyer – und gleichzeitig ihr erfolgreichster. Der Song gelangte nur in dieser Aufnahme in die US-Charts. Auch Joe Marsala und Billy Eckstine haben 1942 den Titel gespielt. |
| Benny Goodman & his Orchestra                                                                   | Jersey Bounce Robert B. Wright, Bobby Plater, Tiny Bradshaw, Eddie Johnson                                             | 04.04.1942    | 20     | 2  | Okeh 6590         | Der Titel, erstmals eingespielt von Earl Hines 1941, bezieht sich auf die Stadt Jersey City. Jersey Bounce war 1942 in drei Versionen in den Charts notiert, neben Goodman von Shep Fields und Jimmy Dorsey. |
| Benny Goodman & his Orchestra, Vocal Chorus by Dick Haymes                                      | Idaho Jesse Stone | 29.08.1942    | 3      | 4  | Columbia 36 613   | B-Seite zu Take Me. Goodmans Aufnahme von Idaho war „die Geburtsstunde eines Jazz-Klassikers“. Goodman und Alvino Rey waren mit dem Titel unter den Top 20; 1942/43 wurde Take Me von Claude Thornhill, Les Hite und Teddy Powell gecovert, in Europa von Alice Babs und Eddie Brunner. |
| Benny Goodman & his Orchestra, Vocal Chorus by Dick Haymes                                      | Take Me Mack David, Rube Bloom                                                                                         | 22.08.1942    | 1      | 10 | Columbia 36 613   | Nach Jimmy und Tommy Dorseys Versionen war dies die dritte und letzte Chart-Notierung des Tagesschlagers. |
| Benny Goodman & his Orchestra, Vocal Chorus by Peggy Lee                                        | Somebody Else is Taking My Place Dick Howard, Bob Ellsworth, Russ Morgan                                               | 28.03.1942    | 9      | 5  | Okeh 6497         | Der bereits 1937 geschriebene Titel (Co-Autor war der Sweetband-Leader Russ Morgan) hatte erst 1942 Erfolg, als der Titel sich übertragen ließ auf die in den Krieg ziehenden jungen Männer und ihre allein zurückbleibenden Frauen bzw. Freundinnen. Neben Goodmans Version war der Song auch mit Russ Morgan erfolgreich; auch Claude Thornhill und Bunny Berigan nahmen ihn 1942 auf. |
| Glen Gray & the Casa Loma Orchestra, Vocal Chorus by Pee Wee Hunt                               | One Dozen Roses Dick Jurgens, Walter Donovan, Roger Lewis, Joe Washburn                                                | 13.06.1942    | 3      | 8  | Decca 4299        | In drei Versionen war der Titel ab Juni 1942 in den Hitparaden zu hören, von Dinah Shore, Harry James und Glen Gray and The Casa Loma Orchestra. Auch Dick Robertson, Les Hite, Hal McIntyre, Teddy Weatherford und Glenn Miller nahmen ihn 1942 auf. |
| Horace Heidt & his Musical Knights                                                              | Deep in the Heart of Texas Don Swander, June Hershey                                                                   | 14.03.1942    | 4      | 7  | Columbia 36 525   | Heidts erfolgreichster Hit, angeblich ein Millionenseller, war dieser eingängige Novelty Song, der mit den obligatorischen Handklatschen komplettiert wurde. Auch Svend Asmussen, Glenn Miller und Alvino Rey hatten den Titel in dieser Zeit in ihrem Repertoire. |
| Horace Heidt & his Musical Knights, Vocal Chorus by Larry Cotton, Fred Lowery & Glee Club       | Shepherd Serenade Kermit Goell, Fred Spielman                                                                          | 27.12.1941    | 2      | 7  | Columbia 36 370   | Fritz Spielmanns Komposition wurde neben Horace Heidt und Bing Crosby auch von Tommy Tucker (Okeh 6353), Johnny Long (Decca 4017) und Lanny Ross (Victor 27572-A) eingespielt. |
| Woody Herman & his Orchestra                                                                    | Amen (From Universal-Picture "What's Cookin'?") Roger Segure, Bill Hardy, Vic Schoen                                   | 05.09.1942    | 4      | 5  | Decca 18 346      | Aus der Universal-Produktion What's Cookin'? von Edward F. Cline, u. a. mit den Andrew Sisters. Mit Amen hatte Hermans Band einen Hit, „bei dem Walter Yoder einen starken Bass spielte und die Blechbläser- und Ensemble-Arbeit spiegelte. Herman selbst sang und scattete, und auch die Bandmitglieder sangen den geistlichen Text mit, manchmal im Falsett“. |
| Woody Herman & his Orchestra                                                                    | Blues in the Night (My Mama Done Tol' Me) (From Warner Bros.-Picture "Blues in the Night") Harold Arlen, Johnny Mercer | 10.01.1942    | 11     | 1  | Decca 4030        | Aus der Warner Bros.-Produktion Blues in the Night. Die von Woody Herman and His Orchestra gespielte war die erfolgreichste Version dieses Titels, der auch mit Cab Calloway in die US-Charts kam. Charlie Barnet, Benny Goodman und Artie Shaw nahmen ihn 1941 ebenfalls auf. |
| Harry James & his Orchestra                                                                     | Sleepy Lagoon Jack Lawrence, Eric Coates                                                                               | 25.04.1942    | 18     | 1  | Columbia 36 549   | Harry James und Dinah Shore kamen mit Sleepy Lagoon in die Top 20. Der Titel entstammte Coates’ sinfonischen Week By a Sleepy Lagoon. |
| Harry James & his Orchestra                                                                     | Strictly Instrumental Eddie Seiler, Sol Marcus, Bennie Benjamin, Edgar Battle                                          | 08.08.1942    | 7      | 5  | Columbia 36 579   | Nach einer Reihe von Gesangsnummern wollte Jame ein Instrumentalstück aufnehmen; „hier handelt es sich um ein ruhiges Stück, das sich bestens zum Tanzen eignet.“ Es wurde in dieser Zeit auch von Jimmie Lunceford Bob Chester und Jerry Wald eingespielt. |
| Harry James & his Orchestra                                                                     | You Made Me Love You (I Didn't Want to Do It) Joseph McCarthy, James V. Monaco                                         | 27.12.1941    | 5      | 5  | Columbia 36 296   | Obwohl kein Nummer-1-Hit, wurde You Made Me Love You für James ein Millionenerfolg und brachte ihm den endgültigen Durchbruch. In dem Jahr war er auch ein Top-Hit für Judy Garland und Al Jolson. |
| Harry James & his Orchestra, Vocal Chorus by Helen Forrest                                      | He's My Guy Don Raye, Gene De Paul                                                                                     | 03.10.1942    | 1      | 9  | Columbia 36 614   | Die Ballade He's My Guy wurde 1942, kurz vor dem Recording ban, auch von Charlie Spivak & June Hutton (Circle), Tommy Dorsey & Jo Stafford (Victor), Freddie Slack & Ella Mae Morse (Capitol) und Ella Fitzgerald (Decca) aufgenommen. |
| Harry James & his Orchestra, Vocal Chorus by Helen Forrest                                      | I Don't Want to Walk Without You (From "Sweater Girl") Frank Loesser, Jule Styne                                       | 28.02.1942    | 13     | 2  | Columbia 36 478   | Version des Stückes aus der Paramount-Produktion Sweater Girl. In drei Versionen kam der Song 1942 in die US-Charts, neben der (erfolgreichsten) von James/Forrest von Bing Crosby und Dinah Shore. Gespielt wurde er außerdem von Artie Shaw, Erskine Hawkins und Glenn Miller. |
| Harry James & his Orchestra, Vocal Chorus by Helen Forrest                                      | I Had the Craziest Dream (From "Springtime in the Rockies") Mack Gordon, Harry Warren                                  | 05.12.1942    | 3      | 5  | Columbia 36 659   | Aus der 20th Century Fox-Produktion Springtime in the Rockies. Im Sommer 1942, kurz vor dem Recording ban, nahmen James und Forrest die Ballade für Irving Cummings’ Filmmusical Frühlingserwachen auf. Der Song wurde 1943 auch von Gene Krupa & Ray Eberle, Tmmy Dorsey und Herman Chittison gespielt. |
| Harry James & his Orchestra, Vocal Chorus by Helen Forrest                                      | Manhattan Serenade Harold Adamson, Louis Alter                                                                         | 28.11.1942    | 1      | 9  | Columbia 36 644   | Manhattan Serenade (1928) ist eine berauschende Ballade über das Verlieben an einem Herbstabend in New York City. Auch Tommy Dorsey (Gesang von Jo Stafford) und Jimmy Dorsey (Gesang von Bob Eberly) nahmen den Song auf. |
| Harry James & his Orchestra, Vocal Chorus by Helen Forrest                                      | Mister Five by Five (From "Behind the Eight Ball") Don Raye, Gene De Paul                                              | 28.11.1942    | 1      | 9  | Columbia 36 650   | Version des Stückes aus der Universal-Produktion Behind the Eight Ball. Auch Freddy Slack war 1942 mit dem Song in den Charts erfolgreich. |
| Harry James & his Orchestra, Vocal Chorus by Jimmy Saunders                                     | One Dozen Roses Roger Lewis. Joe Washburn, Dick Jurgens, Walter Donovan                                                | 06.07.1942    | 10     | 4  | Columbia 36 566   | Auch Dick Jurgens (der Co-Komponist), Dinah Shore und das Casa Loma Orchestra waren 1942 mit dem Song in den US-Charts. |
| Spike Jones & his City Slickers, Vocal Refrain by Carl Grayson, Willie Spicer at the Birdaphone | Der Fuehrer's Face (From The Walt Disney-Film "Der Fuehrer's Face") Oliver Wallace                                     | 24.10.1942    | 8      | 3  | Bluebird B-11 586 | „Ven Der Fuehrer says, "Ve iss der Master Race," VeHeill phbbt! Heil! phbbt! Right in Der Fuehrer's Face. Not to luff Der Fuehrer iss a great disgrace, So ve Heil! phbbt! Heil! phbbt! Right in Der Fuehrer's Face.“ |
| Dick Jurgens & his Orchestra                                                                    | Elmer's Tune Elmer Albrecht                                                                                            | 27.12.1941    | 1      | 10 | Okeh 6209         | Jurgens präsentierte Elmer's Tune als Instrumentalnummer, mit der Glenn Miller erfolgreich war. Doch Bob Crosby und Benny Goodman nahmen den Titel in dieser Zeit auf. |
| Kay Kyser & his Orchestra, Vocal Chorus by Glee Club                                            | Johnny Doughboy Found a Rose in Ireland Al Goodhart, Kay Twomey                                                        | 20.06.1942    | 3      | 8  | Columbia 36 558   | Der Song war Teil des Soundtracks des Films Johnny Doughboy (1942, Regie John A. Auer), mit Jane Withers in der Hauptrolle. |
| Kay Kyser & his Orchestra, Vocal Chorus by Glee Club                                            | Praise the Lord and Pass the Ammunition! Frank Loesser                                                                 | 17.10.1942    | 10     | 2  | Columbia 36 640   | „Wie der Mythos sagt, hatte Frank Loesser die Worte für dieses Liedchen gefunden, als er den Satz von Soldaten hörte und Pearl Harbor von den Japanern angegriffen wurde.“ |
| Kay Kyser & his Orchestra, Vocal Chorus by Harry Babbitt                                        | He Wears a Pair of Silver Wings (From George Black's "Black Vanities") Eric Maschwitz, Michael Carr                    | 08.08.1942    | 11     | 2  | Columbia 36 604   | „Ein Lied über einen Mann, der seine Pflicht für sein Land erledigt, während er kämpft, und über eine Frau, die ihre Pflicht für ihr Land erfüllt, indem sie zu Hause auf ihn wartet.“ |
| Kay Kyser & his Orchestra, Vocal Chorus by Harry Babbitt, Julie Conway & the Group              | Jingle, Jangle, Jingle (From "Forest Rangers") Frank Loesser, Joseph J. Lilley                                         | 04.07.1942    | 13     | 1  | Columbia 36 604   | Aus der Paramount-Produktion The Forest Rangers; B-Seite zu He Wears a Pair of Silver Wings |
| Kay Kyser & his Orchestra, Vocal Chorus by Harry Babbitt & Glee Club                            | (There’ll Be Bluebirds Over) The White Cliffs of Dover Nat Burton, Walter Kent                                         | 10.01.1942    | 3      | 7  | Columbia 36 445   | Der Song wurde in diesen Jahren auch von Kate Smith, Glenn Miller, Bunny Berigan und Louis Prima gespielt. |
| Kay Kyser} & his Orchestra, Vocal Chorus by Harry & Trudy                                       | Who Wouldn't Love You Bill Carey, Carl Fischer                                                                         | 18.04.1942    | 22     | 2  | Columbia 36 526   | Den Gesangspart hatte Harry Babbitt und Trudy Irwin. Auch Ray McKinley, Teddy Powell und das Duke Ellington Orchestra hatten den Song 1942 in ihrem Repertoire. |
| Kay Kyser & his Orchestra, Vocal Chorus by Jack Martin & The Glee Club                          | Strip Polka Johnny Mercer                                                                                              | 03.10.1942    | 3      | 5  | Columbia 36 635   | Auch Johnny Mercer selbst (mit The Mellowaires und Gordon Jenkins and his Orchestra) nahm den Song 1942 für Capitol Records auf. |
| Kay Kyser & his Orchestra, Vocal Chorus by Sully Mason with Trudy, Jack & Max                   | A Zoot Suit (For My Sunday Gal) Ray Gilbert, Bob O’Brien                                                               | 21.03.1942    | 1      | 8  | Columbia 36 517   | Die Modeerscheinung für Zoot-Suits war begleitet mit dem Titel A Zoot Suit (For My Sunday Gal), im Jahr 1942 ein populärer Song, aufgenommen von Kay Kyser, Bob Crosby und Andrews Sisters. |
| Guy Lombardo & his Royal Canadians, Vocal Chorus by Kenny Gardner                               | Johnny Doughboy Found a Rose in Ireland Al Goodhart, Kay Twomey                                                        | 27.06.1942    | 1      | 9  | Decca 4278        | „Der Song verwendete lang etablierte Vorstellungen von irischer Ethnizität und auch ältere Elemente des romantischen Volkslieds“. Auch das Chico Marx Orchestra, Freddy Martin, Kay Kyser und Claude Thornhill nahmen den Song 1942 auf. |
| Jimmie Lunceford & his Orchestra with Vocal Ensemble                                            | Blues in the Night (My Mama Done Tol' Me) (From Warner Bros.-Picture "Blues tn The Night") Harold Arlen, Johnny Mercer | 07.02.1942    | 5      | 4  | Decca 4125        | Dies war die vierte Version des Filmsongs, die in den US-Charts notiert wurde; „für viele Jazz-Freunde gilt sie als die ultimative und beste Einspielung.“ Dem Bandleader gefiel dieser Song zunächst überhaupt nicht, doch Jack Kapp von Decca Records konnte Lunceford überreden, ihn aufzunehmen. |
| Abe Lyman & his Californians, Vocal Refrain by Rose Blane & Chorus                              | Amen (From the Universal-Film "What's Cookin'?") Roger Segure, William Hardy, Vic Schoen                               | 05.09.1942    | 3      | 4  | Bluebird B-11 542 | Gemeinsam mit Woody Herman kam auch Abe Lyman & His Californians mit dem Filmsong Amen in die US-Charts. Es war die B-Seite von Lymans Single He Wears a Pair of Silver Wings. |
| Freddy Martin & his Orchestra with Jack Fina at the Piano                                       | Piano Concerto in B-Flat Pjotr Iljitsch Tschaikowski                                                                   | 27.12.1941    | 4      | 3  | Bluebird B-11 211 | Jazzversion des 1. Klavierkonzerts op. 23 in b-Moll von Tschaikowski (1875). Im Westen der USA gelang dem Bandleader Freddy Martin 1941 ein Doppelschlag in den Pop-Charts, zuerst als Instrumental mit Jack Fina am Piano und bald darauf mit der Gesangsversion mit Tony Martin. |
| Freddy Martin & his Orchestra with Jack Fina at the Piano, Vocal Refrain by Clyde Rogers        | Tonight We Love (Based On Tschaikowsky's "Concerto In B-Flat Minor") Pjotr Iljitsch Tschaikowski                       | 17.01.1942    | 1      | 8  | Bluebird B-11 320 | |
| Tony Martin with David Rose & his Orchestra                                                     | Tonight We Love (Concerto No. 1, B-Flat Minor) Pjotr Iljitsch Tschaikowski                                             | 27.12.1941    | 1      | 9  | Decca 3988        | Gesangsversion des 1. Klavierkonzerts op. 23 in b-Moll von Pjotr Iljitsch Tschaikowski aus dem Jahr 1875. „Während Tschaikowskys Musikthema tatsächlich etwas mit diesem von Freddy Martin, Bobby Worth und Ray Austin geschriebenen Lied zu tun hat, ist es auch Tonys kontrollierter, klassischer Gesang, der dieses hervorragende Ergebnis hervorbrachte.“ |
| Johnny Mercer with Orchestra                                                                    | Strip Polka Johnny Mercer                                                                                              | 05.09.1942    | 6      | 7  | Capitol 103       | |
| The Merry Macs with Instrumental Accompaniment                                                  | Jingle, Jangle, Jingle (From Paramount-Picture "Forest Rangers") Joseph J. Lilley, Frank Loesser                       | 04.07.1942    | 8      | 3  | Decca 18 361      | „I've got spurs that jingle jangle jingle / As I go riding merrily along“ Newsweek notierte 1942: „Jingle Jangle Jingle klingelte ganz oben auf den Rekord-, Musikbox- und Notenverkäufen der USA.“ |
| The Merry Macs with Instrumental Accompaniment                                                  | Praise the Lord and Pass the Ammunition! Frank Loesser                                                                 | 14.11.1942    | 4      | 8  | Decca 18 498      | Das patriotische Lied war eine Reaktion auf den Angriff auf Pearl Harbor, der die Beteiligung der Vereinigten Staaten am Zweiten Weltkrieg markierte. Auch die Orchester von Benny Goodman und Gene Krupa spielten den Song in dieser Zeit. |
| Glenn Miller & his Orchestra                                                                    | A String of Pearls Jerry Gray                                                                                          | 10.01.1942    | 18     | 1  | Bluebird B-11 382 | A String of Pearls war ein Millionenhit für Glenn Miller. „Das einst frei improvisierte Kornett-Solo von Bobby Hackett – entstanden bei vorhergehenden Live-Auftritten – gehört inzwischen zum unverzichtbaten Teil des Arrangements, die dieses Stück spielen.“ |
| Glenn Miller & his Orchestra, Vocal Refrain by Marion Hutton, Tex Beneke & the Modernaires      | Don't Sit Under the Apple Tree (with Anyone Else but Me) Lew Brown, Charles Tobias, Sam H. Stept                       | 02.05.1942    | 13     | 2  | Bluebird B-11 474 | „Ein weiterer Song über die Eifersucht, der genau zur Situation der jungen Swing- und Hitfreunde der amerikanischen Soldaten in der damaligen Kriegszeit passte.“ Auch die Swing-Orchester von Bob Crosby, Les Brown, Les Brown und Eddie Brunner hatten Don't Sit Under the Apple Tree 1942 in ihrem Repertoire. |
| Glenn Miller & his Orchestra, Vocal Refrain by Marion Hutton, Tex Beneke & the Modernaires      | (I’ve Got a Gal in) Kalamazoo (From the 20th Century-Fox-Film "Orchestra Wives") Mack Gordon, Harry Warren             | 01.08.1942    | 18     | 1  | Victor 27 934     | (I’ve Got a Gal in) Kalamazoo war für den Oscar nominiert (erhalten hat ihn White Christmas). Auch Tommy Dorsey, Benny Goodman und Paul Whiteman nahmen den Titel dmaals auf, doch nur Miller kam damit in die Charts. |
| Glenn Miller & his Orchestra, Vocal Refrain by Marion Hutton, Tex Beneke & the Modernaires      | Juke Box Saturday Night (From the Musical Production "Stars On Ice") Albert Stillman, Paul McGrane                     | 12.12.1942    | 2      | 8  | Victor 20-1509    | Juke Box Saturday Night wurde für eine von Sonja Henie produzierte Eisrevue geschrieben. Al Stimman und Paul McCrane „verstanden es meisterhaft, auf Bestellung Songs für die Bühnenshows der Radio City Music Hall zu schreiben.“ Die Choreographin wollte, dass die Eisläufer in einer Nummer auf Schlittschuhen in einer Jukebox tanzen; dieser Einfall erlaubte es, Stars der Musikbranche darzustellen und auch ein wenig zu parodieren. Hier hatte Miller-Trompeter Johnny Best den Part von Harry James. |
| Glenn Miller & his Orchestra, Vocal Refrain by Ray Eberle                                       | Always in My Heart (From the Warner Bros.-Picture "Always in My Heart") Ernesto Lecuona, Kim Gannon                    | 23.05.1942    | 1      | 10 | Bluebird B-11 438 | Version des Stückes aus der Warner Bros.-Produktion Im Schatten des Herzens, in dem er von Gloria Warren vorgestellt wurde. |
| Glenn Miller & his Orchestra, Vocal Refrain by Ray Eberle                                       | Skylark Johnny Mercer, Hoagy Carmichael                                                                                | 02.05.1942    | 11     | 7  | Bluebird B-11 462 | Bud Freeman meinte, „die Melodie [folgte] genau den Strukturen, in denen Bix Beiderbecke seine Improvisationen aufbaute.“ |
| Glenn Miller & his Orchestra, Vocal Refrain by Ray Eberle                                       | (There’ll Be Blue Birds Over) The White Cliffs of Dover Nat Burton, Walter Kent                                        | 03.01.1942    | 7      | 6  | Bluebird B-11 397 | „Ein optimistischer Song aus den ersten Wochen nach Kriegseintritt der USA über das Versprechen, den Engländern im Kampf gegen Nazi-Deutschland beizustehen – tomorrow, when the world is free heißt es in dem an ein Kinderlied erinnernden Song.“ |
| Glenn Miller & his Orchestra, Vocal Refrain by Ray Eberle & Choir                               | Ev'rything I Love (From the Musical Production "Let's Face It") Cole Porter                                            | 24.01.1942    | 4      | 7  | Bluebird B-11 365 | Version des Stückes aus dem Broadway-Musical Let's Face It von Cole Porter, in dem der Song Sammy Kaye und Mary Jane Walsh vorgestellt wurde. Weitere Aufnahmen entstanden in dieser Zeit von Jimmy Dorsey/Bob Eberle, Benny Goodman (mit Peggy Lee) und Claude Thornhill, doch nur Miller kam mit dem Song in die Charts. |
| Glenn Miller & his Orchestra, Vocal Refrain by Ray Eberle & the Modernaires                     | Elmer's Tune Elmer Albrecht, Sammy Gallop, Dick Jurgens                                                                | 27.12.1941    | 8      | 2  | Bluebird B-11 274 | Elmer's Tune bot die seltene Gelegenheit, den Bandleader mit einem Posaunensolo zu hören. Geschrieben wurde die Nummer von einem nebenberuflichen Komponisten, der Fan von Dick Jurgens war. Als Miller die Nummer hörte und übernehmen wollte, ließen Albrecht und Jurgens von Sammy Gallop einen Text schreiben. |
| Glenn Miller & his Orchestra, Vocal Refrain by Ray Eberle & the Modernaires                     | Moonlight Cocktail Kim Gannon, Luckey Roberts                                                                          | 21.02.1942    | 15     | 1  | Bluebird B-11 401 | Die einprägsame Melodie basierte auf einem Ragtime-Stück von Roberts mit dem Titel Ripples of the Nile. Moonlight Cocktail wurde 1941 auch vom Casa Loma Orchestra eingespielt. |
| Glenn Miller & his Orchestra, Vocal Refrain by Ray Eberle & the Modernaires                     | Serenade in Blue (From the 20th Century-Fox-Film "Orchestra Wives") Mack Gordon, Harry Warren                          | 19.09.1942    | 14     | 2  | Victor 27 935     | Serenade in Blue war ein weiterer Hit aus dem Filmmusical Orchestra Wives (1942, Regie Archie Mayo), mit George Montgomery und Ann Rutherford in den Hauptrollen. Miller, Ray Eberle und The Modernaires stellten den Song in dem Film vor. Auch Benny Goodman kam mit dem Song im Oktober 1942 in die Charts. |
| Glenn Miller & his Orchestra, Vocal Refrain by Ray Eberle & the Modernaires                     | Sweet Eloise Mack David, Russ Morgan                                                                                   | 01.08.1942    | 3      | 8  | Victor 27 879     | Mack David (Text) und der Sweetband-Leader Russ Morgan (Musik) schrieben den Song, den Morgan auch mit seiner Band aufnahm, dich nur Miller kam damit in die Charts. Das Konrett-Solo wurde von Bobby Hackett gespielt. |
| Glenn Miller & his Orchestra, Vocal Refrain by Skip Nelson                                      | Dearly Beloved (From the Columbia-Film "You Were Never Lovelier") Johnny Mercer, Jerome Kern                           | 19.12.1942    | 1      | 6  | Victor 27 953     | Dearly Beloved war 1942 in den Versionen von Glenn Miller und Dinah Shore in den Charts. Der Song wurde auch von Benny Goodman und Woody Herman eingespielt. |
| Glenn Miller & his Orchestra, Vocal Refrain by Skip Nelson & the Modernaires                    | Moonlight Becomes You (From the Paramount-Film "Road to Morocco") Johnny Burke, Jimmy Van Heusen                       | 19.12.1942    | 1      | 10 | Victor 20-1520    | Ein weiterer „Mondschein“-Song des populären Orchesters. Bing Crosby stellte ihn in David Butlers Film Der Weg nach Marokko vor. Neben Miller war Moonlight Becomes You auch in der Version von Bing Crosby in den Charts notiert. |
| Glenn Miller & his Orchestra, Vocal Refrain by Tex Beneke & the Modernaires                     | Chattanooga Choo Choo (From the 20th Century-Fox Film "Sun Valley Serenade") Mack Gordon, Harry Warren                 | 27.12.1941    | 8      | 1  | Bluebird B-11 230 | Aus dem Soundtrack der 20th Century Fox-Produktion Adoptiertes Glück; er erhielt eine Oscarnominierung 1942 als besten Song. Um Millers Verkaufserfolg zu würdigen, überreichte ihm RCA eine Goldene Schallplatte – die erste einer solchen Auszeichnung überhaupt. |
| Glenn Miller & his Orchestra, Vocal Refrain by Tex Beneke, Ernie Caceres & The Modernaires      | Jingle Bells Harold Dickinson, Bill Conway                                                                             | 27.12.1941    | 2      | 5  | Bluebird B-11 353 | Dies war die zweite Hit-Platzierung des Songs, mit dem Benny Goodman 1935 erstmals in den Charts war. Nach der Miller-Aufnahme (von 1941) Bing Crosby & die Andrew Sisters, Primo Scala und Les Paul mit dem Weihnachtslied in den Charts. |
| Vaughn Monroe & his Orchestra                                                                   | My Devotion Roc Hillman, Johnny Napton                                                                                 | 05.09.1942    | 4      | 5  | Victor 27 925     | Der Billboard lobte 1942: „Die ansprechende Liebesballade [...] mit ihrer einfachen Melodie ist ein hervorragendes Songmaterial für den Maestro. Monroe verschönert die Melodie mit einer attraktiven Partitur. Im langsamen Tempo teilen sich gedämpfte Trompete und Altsaxophon.“ Auf Platz 2 kam Charlie Spivak mit dem Song und auf Platz 10 Jimmy Dorsey (Gesang von Bob Eberly). |
| Vaughn Monroe & his Orchestra                                                                   | When the Lights Go On Again (All Over the World) Eddie Seiler, Sol Marcus, Bennie Benjamin                             | 31.10.1942    | 8      | 3  | Victor 27 945     | „And the boys are home again all over the world / And rain or snow is all that may fall from the skies above / A kiss won't mean "goodbye" but "Hello to love" / When the lights go on again all over the world“, singt Vaughn Monroe mit seiner Baritonstimme. |
| Russ Morgan & his Orchestra, Vocal Chorus by the Morganaires                                    | Somebody Else is Taking My Place Dick Howard, Bob Ellsworth, Russ Morgan                                               | 04.04.1942    | 11     | 5  | Decca 4098        | Die Originalversion von Somebody Else is Taking My Place wurde 1927 veröffentlicht. In den Kriegsjahren wurde der Song u. a. von Benny Goodman, Claude Thornhill und Bunny Berigan interpretiert. |
| Alvino Rey & his Orchestra, Vocal Refrain by Bill Schallen & Skeets Herfurt                     | Deep in the Heart of Texas June Hershey, Don Swander                                                                   | 14.02.1942    | 9      | 3  | Bluebird B-11 391 | B-Seite von I Said No! Deep in the Heart of Texas, von Alvino Rey an der Steel Guitar mit Anleihen bei der Country-Musik vorgestellt, war auch in den Versionen von Gene Autry, Bob Wills und Woody Herman populär. |
| Alvino Rey & his Orchestra, Vocal Refrain by the Four King Sisters & Chorus                     | Strip Polka Johnny Mercer                                                                                              | 26.09.1942    | 2      | 8  | Bluebird B-11 573 | |
| Alvino Rey & his Orchestra, Vocal Refrain by Yvonne King                                        | I Said No! (From the Paramount-Film "Sweater Girl") Frank Loesser, Jule Styne                                          | 17.01.1942    | 10     | 2  | Bluebird B-11 391 | In der Ballade ist der Bandleader auf der Steel Guitar zu hören. Der Titel wurde 1941/42 auch von Claude Thornill, Jimmy Dorsey (mit Bob Eberle & Helen O’Connell) und Arthur Youngs Hatchett's Swingtette eingespielt./ |
| Dinah Shore with Orchestra                                                                      | Blues in the Night (From the Warner Bros.-Film "Blues in the Night") Johnny Mercer, Harold Arlen                       | 21.02.1942    | 7      | 4  | Bluebird B-11 436 | Auch die Sängerin Dinah Shore versuchte vom Erfolg des Jazztitels zu profitieren, mit dem Jimmie Lunceford und Woody Herman and His Orchestra 1942 erfolgreich waren; „definitiv Jazz, doch die Einspielung von Dinah Shore ist es definitiv nicht,“ allerdings sei sie eine der funkigsten Versionen. |
| Dinah Shore with Orchestra                                                                      | Miss You Charlie Tobias, Harry Tobias, Henry Tobias                                                                    | 21.03.1942    | 3      | 8  | Bluebird B-11 322 | Der Song drückte die Gefühle der Frauen aus, die an ihre Männer an der Front denken: „Wenn der Tag zu Ende ist [...] Darling, denk an mich, einsam ich. Aber obwohl du gegangen bist, lebt unsere Liebe weiter. Wenn du nur sehen könntest, wie sehr ich dich vermisse.“ |
| Dinah Shore with Orchestra                                                                      | One Dozen Roses Roger Lewis, Joe Washburn, Dick Jurgens, Walter Donovan                                                | 20.06.1942    | 5      | 8  | Victor 27 881     | Der American Record Guide schrieb lapidar: „Dinah Shore macht ihren üblichen, anständigen Job in One Dozen Roses und All 1 Need Is You (Victor 27881). Diese kleine Dame ist wirklich begeistert davon, wie sie diese Art Müll auf die Straße bringen und ihm selbst in so etwas wie Three Little Sisters etwas Selbstachtung verleihen kann.“ |
| Freddie Slack & his Orchestra, Vocal by Ella Mae Morse                                          | Cow-Cow Boogie Don Raye, Gene DePaul                                                                                   | 22.08.1942    | 2      | 9  | Capitol 102       | Cow Cow Boogie mit Freddie Slack und der jungen Sängerin Ella Mae Morse war der erste große Hit des von Buddy DeSlva, Glen Wallichs und Johnny Mercer gegründeten Label Capitol Records. Es war gleichzeitig der erste Hit, den Slack bis 1945 verbuchen konnte. Der Song bezog sich auf den Ragtime-Pianisten Cow Cow Davenport. 1944 kam Ella Fitzgerald mit den Ink Spots mit dem Song ebenfalls in die Charts.                                                                                              |
| Freddie Slack & his Orchestra, Vocal by Ella Mae Morse                                          | Mr. Five By Five (From Universal-Film "Behind the Eight Ball") Don Raye, Gene DePaul                                   | 12.12.1942    | 1      | 10 | Capitol 115       | Der Song stammte aus dem Filmmusical Behind the Eight Ball (1942), in dem er von Grace McDonald vorgestellt wurde. 1942 kam auch Harry James mit dem Lied in die Charts. Mr. Five by Five ist der Spitzname für jeden kleinen dicken Mann, der fünf Fuß hoch und ebenfalls fünf Fuß Umfang hat. Im Jazz war es der Spitzname von Jimmy Rushing. |
| Kate Smith with Jack Miller & his Orchestra                                                     | Rose O'Day (The Filla-Ga-Dusha Song) Charles Tobias, Al Lewis                                                          | 28.02.1942    | 3      | 8  | Columbia 36 448   | B-Seite zu (There’ll Be Blue Birds Over) the White Cliffs of Dover. Dieser schnelle Walzer-Song mit Pattern-Effekten von Charles Tobias und Al Lewis war Kate Smiths erster Millionen-Seller. |
| Kate Smith with Jack Miller & his Orchestra                                                     | (There’ll Be Blue Birds Over) the White Cliffs of Dover Nat Burton, Walter Kent                                        | 21.02.1942    | 1      | 9  | Columbia 36 448   | Auch Vera Lynn, Bing Crosby, Glenn Miller, Guy Lombardo und Kay Kyser nahmen 1942 den patriotischen Song auf. |
| Charlie Spivak & his Orchestra, Vocal Chorus by Garry Stevens                                   | I Left My Heart at the Stage Door Canteen (From "This is the Army") Irving Berlin                                      | 19.09.1942    | 2      | 8  | Columbia 36 620   | Der Filmsong, in This Is the Army von Sammy Kaye vorgestellt, war auch im Repertoire der Orchester von Bob Crosby und Glenn Miller; wegen des Recording ban entstanden jedoch in dieser Zeit keine weiteren Aufnahmen. |
| Charlie Spivak & his Orchestra, Vocal Chorus by Garry Stevens                                   | My Devotion Roc Hillman, Johnny Napton                                                                                 | 12.09.1942    | 11     | 2  | Columbia 36 620   | B-Seite zu I Left My Heart at the Stage Door Canteen |
| Charlie Spivak & his Orchestra, Vocal Chorus by Garry Stevens & the Stardusters                 | This is No Laughing Matter Van Loman, Martin Block, Al Frisch                                                          | 03.01.1942    | 2      | 8  | Okeh 6458         | This Is No Laughing Matter, von Spivak im Oktober 1941 aufgenommen, wurde in dieser Zeit auch von Jimmy Dorsey/Bob Eberly, Glenn Miller/Ray Eberle und Jack Teagarden/David Allyn eingespielt. |
| Swing and Sway with Sammy Kaye, Vocal Refrain by Don Cornell                                    | I Left My Heart at the Stage Door Canteen (From the All Soldier Production "This Is The Army") Irving Berlin           | 05.09.1942    | 7      | 3  | Victor 27 932     | I Left My Heart at the Stage Door Canteen wird in This is the Army (1943, Regie Michael Curtiz) von Sammy Kaye vorgestellt. |
| Swing and Sway with Sammy Kaye & Vocal Refrain by Glee Club                                     | Remember Pearl Harbor Don Reid, Sammy Kaye                                                                             | 31.01.1942    | 5      | 3  | Victor 27 738     | Der Song von Don Reid und Sammy Kaye wurde vom Fachblatt Variety in seine Hit Parade of a Half-Century aufgenommen. Sammy Kaye und sein Orchester Swing and Sway hatten auch die populärste Version des Songs aufgenommen. |